# احمد سپاسدار
احمد سپاسدار، (زادهٔ ۱۳۲۷ در شیراز) کارگردان تئاتر ایرانی است. او دارای نشان درجه یک هنری در رشته تئاتر و نویسنده کتاب تاریخ تئاتر فارس است.

## زندگی
احمد سپاسدار فعالیت حرفه‌ای خود را زمانی که ۱۶ سال داشت در سال ۱۳۴۳ در دبیرستان حیات آغاز کرد. او در اواسط دهه ۴۰ شمسی با همراهی حمید مظفری و جمشید اسماعیل خانی و مجید افشاریان به گروه هنرهای دراماتیک فارس به سرپرستی محی الدین لایق پیوست. سپاسدار در سال ۱۳۴۹ گروه تئاتر آریا را پایه‌ریزی می‌کند و به جز حمید مظفری و جمشید اسماعیل خانی و مجید افشاریان، بعدها حبیب دهقان نسب، محمود پاک‌نیت و گوهر خیراندیش هم به عضویت این گروه درآمدند. نمایش‌های «رستم و سهراب» در سال ۱۳۵۱ و در ادامه «داریوش نابغه‌ای از دودمان آریامنه» دو اثر جدی این گروه به‌شمار می‌آید. همچنین در نمایش «چهار صندوق» نوشته بهرام بیضایی به کارگردانی حمید مظفری ایفای نقش می‌کند.

## آثار
سپاسدار سپس در سال ۱۳۵۳ در دانشگاه هنرهای دراماتیک پذیرفته و در آنجا با بهروز بقایی، حمید مظفری، رضا حقگو و داوود داشفر هم کلاسی می‌شود. پس از فارغ‌التحصیلی به عنوان رئیس اداره فرهنگ و هنر فسا منصوب می‌شود و نمایش «آنجا که ماهی‌ها سنگ می‌شوند» اثر نوشته خسرو حکیم رابط را با وجود نداشتن مجوز در حیاط اداره به روی صحنه می‌برد.

نمایش «دقیانوس، امپراتور شهر اُفِسوس» یکی از آثار به یاد ماندنی احمد سپاسدار است که نزدیک یک ماه در تالار وحدت تهران اجرا شد. پس از آن احمد سپاسدار سراغ اجرای نمایش «قوهای وحشی» رفت. نمایشی که نتیجه آن در هفتمین دوره جشنواره بین‌المللی تئاتر فجر، جوایز بهترین کارگردانی و متن را برای او و بهترین بازیگری برای رحیم هودی و محمود پاک نیت بود.

سپاسدار «کوچ بال و پر شکسته‌ها» را نیز به روی صحنه برد که در نخستین جشنواره انجمن‌های نمایش ایران جایزه بهترین کارگردان را کسب کرد.
وی درمهرماه سال۱۳۷۲ درژانر دفاع مقدس نیز نمایشی به نامگذرگاهرادرفرهنگسرای مولوی(سینما آریانای سابق)به روی صحنه بردودرسال ۱۳۷۳نیز تله تأترتلویزیونی همین نمایش را به سفارش شبکه چهار تهران،باهمکاری جناب داریوش خسرویبه روی آنتن برد. «پژواک روح» دیگر نمایشی است که این هنرمند شیرازی جایزه بهترین نمایش از نخستین جشنواره سایکودرام را برای کارگردانی آن کسب کرده‌است.
احمد سپاسدار بیش از ۵۰ نمایش را کارگردانی کرده و هنوز در این عرصه فعالیت می‌کند. او در سال ۱۳۸۸ نمایش «جزیره» براساس نوشته آثول فوگارد را طراحی و کارگردانی کرد. پس از آن در اوایل دهه ۹۰ نمایش «آنتیگون» و «خرده خانم» را به روی صحنه برد و در سال ۱۳۹۵ نمایش «مده آ» را در گالری تار و پود زمان در شیراز اجرا کرد.

## افتخارات
احمد سپاسدار علاوه بر دریافت تعداد زیادی دیپلم افتخار از رویدادهای مختلف تئاتری، در سال ۱۳۸۹ به پاس سالها فعالیت دلسوزانه و حرفه‌ای در عرصه تئاتر نشان درجه یک هنری گرفت.
او در سال ۱۳۹۳ در کنار جعفر والی، بدرالسادات برنجانی و حسینعلی طباطبایی مورد در اختتامیه سی‌وسومین جشنواره بین‌المللی تئاتر فجر تجلیل شد. همچنین طی مراسمی در ۱۳ خرداد ۱۳۹۳ در تالار حافظ شیراز از احمد سپاسدار تجلیل و تمبر یادبود او رونمایی شد.

## تماشاخانه احمد سپاسدار
در سال ۱۳۹۴ همزمان با آغاز بیست و پنجمین جشنواره تئاتر فارس تماشاخانه‌ای به نام احمد سپاسدار نامگذاری شد. این تماشاخانه در چهارراه حافظیه و جنب تالار حافظ اداره کل فرهنگ و ارشاد اسلامی فارس قرار دارد.

## کتاب تاریخ تیاتر فارس
تاریخ تیاتر فارس به قلم و پژوهش احمد سپاسدار، به تاریخچه هنر تئاتر در استان فارس از آغاز شکل‌گیری تا بهمن ۱۳۵۷ می‌پردازد. این کتاب پس از بررسی شکل‌های بومی هنرهای نمایشی مانند روحوضی و تعزیه در استان فارس، از دید تاریخی نخستین گونه‌های تئاتر به شکل و شیوه غربی آن را در این استان جستجو کرده و سپس آن را تا شهریور ۱۳۳۰ و بعد تا زمان کودتای ۲۸ مرداد و در یک مرحله دیگر تا سال ۱۳۴۱ بررسی کرده‌است. همچنین دوره‌های زمانی از سال ۱۳۴۱ تا ۱۳۴۹ و مهر ۱۳۴۹ تا بهمن ۵۷ دیگر بازه‌های زمانی مورد مطالعه پژوهشگر در این کتاب بوده‌است. هنرهای نمایشی در شهرها و شهرستان‌های استان فارس و زمینه‌های پیرامونی این هنر مانند طراحی صحنه و مجلات تئاتر از دیگر بخش‌های این کتاب است.